# 예카테리나 레드니코바
예카테리나 레드니코바(러시아어: Екатерина Редникова, 영어: Yekaterina Rednikova, 1973년 5월 17일 ~ )는 러시아의 배우이다.

## 출연 작품
- 라스트 프론티어 (2020년) - 니키타나 군의관 역